# Arctosa rubicunda
Arctosa rubicunda este o specie de păianjeni din genul Arctosa, familia Lycosidae. A fost descrisă pentru prima dată de Keyserling, 1877. Conform Catalogue of Life specia Arctosa rubicunda nu are subspecii cunoscute.